# Grecia ai Giochi della VIII Olimpiade
La Grecia partecipò ai Giochi della VIII Olimpiade, svoltisi a Parigi dal 4 maggio al 27 luglio 1924,  
con una delegazione di 39 atleti, di cui 1 donna, impegnati in 9 discipline,
senza aggiudicarsi medaglie.

## Risultati

### Nuoto
| Nuotatore              | Evento              | Tempo   | Risultato |
| ---------------------- | ------------------- | ------- | --------- |
| Dionysios Vasilopoulos | 100 m stile libero  | 1:12.0  | Eliminato |
| Dionysios Vasilopoulos | 400 m stile libero  | 6:21.4  | Eliminato |
| Dionysios Vasilopoulos | 1500 m stile libero | 26:17.4 | Eliminato |

### Pallanuoto
| Atleta | Classifica |                   |
| --- | --- | ----------------- |
| V · D · M Nazionale maschile greca di pallanuoto · Giochi olimpici - Parigi 1924 Theodōrakīs · Asīmakopoulos · Baltatzis-Mavrokordatos · Chalkiopoulos · Kaloudīs · Psychas · Vasilopoulos · C. Peppas · E. Vlassis · C. Vourvoulis · CT : | 13° |                   |
| Nazionale maschile greca di pallanuoto · Giochi olimpici - Parigi 1924 | |                   |
| Theodōrakīs · Asīmakopoulos · Baltatzis-Mavrokordatos · Chalkiopoulos · Kaloudīs · Psychas · Vasilopoulos · C. Peppas · E. Vlassis · C. Vourvoulis · CT:                                                                                   | Theodōrakīs · Asīmakopoulos · Baltatzis-Mavrokordatos · Chalkiopoulos · Kaloudīs · Psychas · Vasilopoulos · C. Peppas · E. Vlassis · C. Vourvoulis · CT: | Grecia (bandiera) |